# 9 î.Hr.
Anul 9 î.Hr. (IX î.Hr.) a fost un an obișnuit al calendarului iulian.

## Evenimente
- Pannonia este ocupată de Imperiul Roman și devine parte din teritoriul Iliriei.

## Nașteri
- 1 august: Claudius  (d. 54)